# Nikołaj Ragozin
Nikołaj Aleksandrowicz Ragozin, ros. Николай Александрович Рагозин (ur. 30 czerwca 1891, zm. 21 września 1957 na Majorce) – rosyjski wojskowy (porucznik), a następnie hiszpański wojskowy (podpułkownik), lotnik morski, emigracyjny publicysta i pisarz.
Ukończył II korpus kadetów, zaś w 1911 r. morski korpus. Początkowo służył we bałtyckiej flocie wojennej w stopniu miczmana. W 1913 r. ukończył szkołę lotników morskich w Sewastopolu, a następnie przeszedł kursy teorii wojskowej w Sankt Petersburgu. Służył w lotnictwie morskim floty czarnomorskiej. Brał udział w I wojnie światowej jako lotnik, a następnie dowódca 3 lotniczego oddziału okrętowego. 22 marca 1915 r. awansował do stopnia porucznika. W grudniu 1916 r. został dowódcą 5 oddziału lotniczego dywizji lotniczej floty czarnomorskiej, zaś w czerwcu 1917 r. 1 dywizjonu lotniczego 1 brygady lotniczej. Jako jedyny lotnik floty czarnomorskiej zestrzelił nieprzyjacielskiego myśliwca. Następnie służył w zakładach lotniczych w Taganrogu, gdzie uczestniczył w konstruowaniu nowych typów hydroplanów. Był odznaczony wieloma orderami m.in. Św. Stanisława 2 i 3 klasy, Św. Anny 2, 3 i 4 klasy z mieczami, Św. Włodzimierza 4 klasy z mieczami. 8 czerwca 1919 r. został zmobilizowany do armii bolszewickiej do oddziału lotnictwa morskiego sowieckiej floty wojennej w ukraińskim okręgu wojennym. Jesienią tego roku służył jako pilot dnieprowskiej flotylli wojennej. Został wezwany do Piotrogradu, gdzie otrzymał przydział do brygady lotniczej specjalnego przeznaczenia. W niewyjaśnionych okolicznościach przeszedł w grudniu na stronę białych do wojsk gen. Nikołaja N. Judenicza. Pod koniec grudnia zorganizował oddział rozpoznania lotniczego w rejonie Gatczyny. Po porażce armii gen. N. N. Judenicza przybył na Krym, gdzie objął dowództwo morskiego oddziału lotniczego. W listopadzie 1920 r. ewakuował się na rosyjskich okrętach wojennych do Bizerty, gdzie następnie pracował jako szofer na plantacjach tytoniu. W 1922 r. przyjechał do Hiszpanii, wstępując do hiszpańskiego lotnictwa wojskowego pod nazwiskiem Ragozin-Dejman. Służył w stopniu kapitana w Hiszpańskiej Legii Cudzoziemskiej. Do 1927 r. brał udział w walkach w Maroku Hiszpańskim z miejscowymi arabskimi powstańcami. Następnie wykładał w szkole lotniczej, a następnie w szkołach wojskowych w Tabladzie i Maladze. Jednocześnie pisał artykuły do rosyjskich pism emigracyjnych „Часовой” i „Морские записки”. Po wybuchu wojny domowej w lipcu 1936 r., przystąpił do frankistów. Awansował do stopnia kapitana. 18 lipca tego roku przewiózł samolotem gen. Francisco Franco z marokańskiego Tetuanu do Sewilli. Przez pewien czas był jego osobistym pilotem. Następnie uczestniczył w walkach z republikanami, odznaczając się wielokrotnie odwagą. Wylatał 2400 godzin, w tym 1465 bojowych. Po zakończeniu wojny w latach 1940–1941 był w stopniu podpułkownika komendantem jednej ze szkół lotniczych. W 1954 r. opublikował swoje wspomnienia pt. „Рука провидения”.